# تشارلز جي. كولغان
تشارلز جي. كولغان هو شخصية أعمال وسياسي أمريكي، ولد في 25 سبتمبر 1926 في فروستبورغ في الولايات المتحدة، وتوفي في 3 يناير 2017 في ألدي ‏ في الولايات المتحدة. نشط حزبياً في الحزب الديمقراطي. وقد انتخب عضو مجلس ولاية فرجينيا ‏.